# Naissance en 1297
Naissance
- 1293
- 1294
- 1295
- 1296
- 1297
- 1298
- 1299
- 1300
- 1301

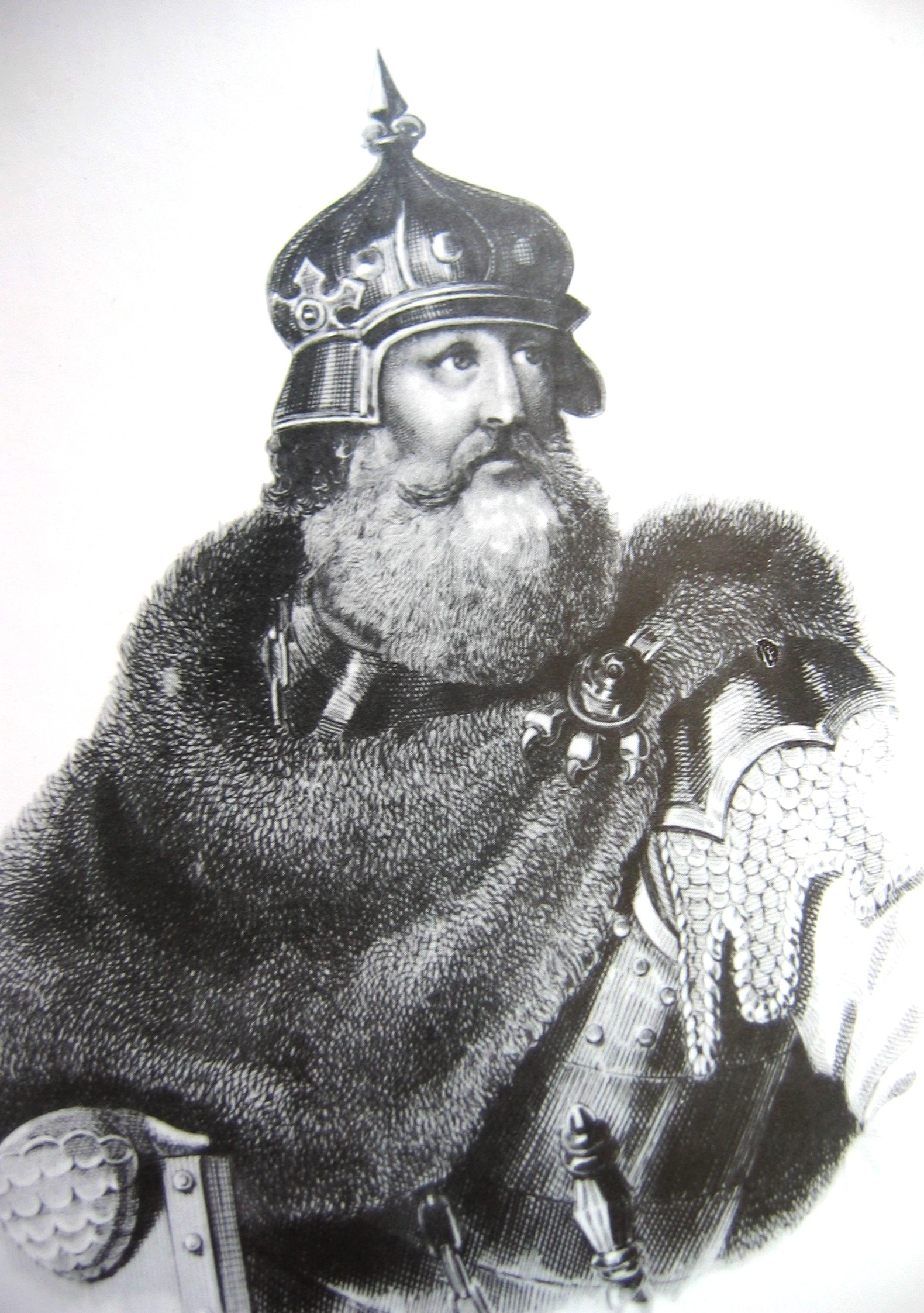
Kęstutis, né en 1297.

Cette page dresse une liste de personnalités nées au cours de l'année 1297 :
- 25 mars : Andronic III Paléologue, empereur byzantin.
- 14 août : Hanazono, 95e empereur du Japon.

- Charles II d'Alençon, dit Charles II le Magnanime, comte de Chartres, du Perche et d'Alençon.
- Louis de Bourgogne,  roi titulaire de Thessalonique et prince d'Achaïe.
- Alix de Bretagne, princesse de Bretagne.
- Adolphe VII de Holstein-Schaumbourg, comte de Holstein-Pinneberg et de Schaumbourg.
- Ernest de Pardubice, premier archevêque de Prague.
- Gasbert de Valle ou de La Val, cardinal français, évêque de Marseille, archevêque d'Arles, puis archevêque de Narbonne, Camérier des papes Jean XXII, Benoît XII et Clément VI.
- Ingeborg Eriksdatter de Norvège, princesse royale norvégienne devenue par mariage une princesse suédoise, duchesse d'Uppland, Öland et de Finlande
- Jacopo di Casentino, ou Iacopo del Casentino, peintre florentin.
- Jean III de Holstein,  dit le Clément, comte de Holstein-Kiel et de Holstein-Plön.
- Kęstutis, grand-duc de Lituanie et duc de Trakai.
- Thomas de Wratislavia, médecin polonais, évêque de Sarepta (Liban).

## Crédit d'auteurs
- Cet article est partiellement ou en totalité issu de l'article intitulé « 1297 » (voir la liste des auteurs).